# هافوفوبیا
هافوفوبیا، هافوبیا یا لمس‌هراسی (نام‌های انگلیسی:Haphephobia known as aphephobia, haphophobia, hapnophobia, haptephobia, haptophobia, thixophobia, aphenphosmphobia) یک هراس ویژه (فوبیا ویژه) نادر است که شامل هراس از لمس شدن یا لمس کردن می‌شود.

## علائم و نشانه‌ها
مانند دیگر فوبیاها و شرایط اضطراب‌زا، هافوبیا ممکن است با علائم اضطراب و استرس و با میزان شدتی متفاوت همراه باشد. فهرست غیرجامعی از علائم بالقوه‌ای که در افراد دچار هافوبیا دیده می‌شود عبارتند از:
- درد قفسه سینه
- احساس خفگی
- گرگرفتگی سرد یا گرم
- کهیر کولینرژیک
- سرگیجه
- ترس از مرگ
- ترس از دست دادن کنترل
- احساس به دام افتادن
- تپش قلب
- هیپرونتیلاسیون
- حالت تهوع
- احساس خطر قریب‌الوقوع
- تعریق
- احساس گزگز و لرز
- لرزیدن

## در ادبیات و فرهنگ عامه
- در مانگای برزرک (۱۹۸۹)، شخصیت اصلی گاتس در اثر تجاوز جنسی در کودکی از هافوفوبیا رنج می‌برد.
- در سریال تلویزیونی آقای ربات (۲۰۱۵)، الیوت آلدرسون، شخصیت اصلی داستان، به شدت از هافوبیا رنج می‌برد و اغلب از لمس دیگران اجتناب می‌کند.
- در بازی دث استرندینگ (۲۰۱۹)، شخصیت اصلی سم پورتر از هافوفوبیا (که در بازی با نام aphenphosmphobia از آن یاد می‌شود) رنج می‌برد.[۴][۵]